# Liste des gibets en France
Cet article recense de manière non exhaustive les gibets et fourches patibulaires en France.

## Préambule
Ne figurent pas dans cette liste les piloris qui bénéficient d'une page de liste particulière. De même, les potences et échafauds, dont la structure et les fonctions sont différentes de celles de gibets et fourches patibulaires ne figurent pas parmi les sites listés ici.

## Sites existants ou à l'état de vestiges
Cette liste présente les sites, classés par département, pour lesquels des vestiges sont conservés.
| Département     | Nom du site                                  | Commune           | Image                                     |
| --------------- | -------------------------------------------- | ----------------- | ----------------------------------------- |
| Ain             | Gibet du Col de Plain-Champ,                 | Courmangoux       |                                           |
| Alpes-Maritimes | Gibet d'Èze                                  | Èze               |                                           |
| Alpes-Maritimes | Fourches patibulaires de Lantosque           | Lantosque         |                                           |
| Alpes-Maritimes | Gibet de Peille                              | Peille            |                                           |
| Alpes-Maritimes | Fourches patibulaires de Tende               | Tende             | Pilier des fourches patibulaires de Tende |
| Alpes-Maritimes | Gibet du Mont Justicier                      | La Turbie         |                                           |
| Côtes-d'Armor   | Fourches patibulaires de Bulat-Pestivien     | Bulat-Pestivien   |                                           |
| Côtes-d'Armor   | Gibet de Kérinan,                            | Languédias        |                                           |
| Essonne         | Gibet de Villejust                           | Villejust         |                                           |
| Finistère       | Fourches patibulaires de Plourin             | Plourin           |                                           |
| Finistère       | Fourches patibulaires de Quémenet            | Quimper           |                                           |
| Finistère       | Fourches patibulaires de Kerjean             | Saint-Vougay      |                                           |
| Gard            | Gibet de Beaucaire                           | Beaucaire         |                                           |
| Gard            | Gibet royal d'Uzès                           | Uzès              |                                           |
| Hérault         | Fourches patibulaires de Fos,                | Fos               |                                           |
| Indre-et-Loire  | Fourches patibulaires de Château-la-Vallière | Couesmes          |                                           |
| Jura            | Fourches patibulaires de Vincelles           | Vincelles         |                                           |
| Meuse           | Gibet de Creuë                               | Creuë             |                                           |
| Morbihan        | Fourches patibulaires de Trégranteur         | Guégon            |                                           |
| Moselle         | Gibet de Gorze                               | Gorze             |                                           |
| Haute-Saône     | Gibet de Ronchamp                            | Ronchamp          |                                           |
| Yvelines        | Gibet de Croissy                             | Croissy-sur-Seine |                                           |
| Var             | Fourches patibulaires du Col de l'Ange       | Draguignan        |                                           |

## Sites détruits ou disparus
Cette liste présente les sites détruits ou disparus, classés par région. Ils peuvent être connus par des mentions dans des textes anciens, des toponymes, ou des signes de justice. En témoigne la carte localisant notamment les structures de pendaison dans la carte dite de Cassini au XVIIIe siècle, les lieux de justice étaient nombreux même si leur répartition sur le territoire français est inégale. Certains ont été détruits pendant la Révolution française, d'autres ont été démolis au profit de nouvelles constructions et de l'extension de l'habitat, d'autres se sont dégradés et ruinés au fil des siècles.

### Auvergne-Rhône-Alpes

#### Ain
| Nom du site                                         | Commune                    | Observations                                                                                              | Image                          |
| --------------------------------------------------- | -------------------------- | --- | ------------------------------ |
| Fourches patibulaires de Bohan                      | Bohas-Meyriat-Rignat       | Les fourches patibulaires de Bohan étaient situées près des bornes limitant le territoire de la baronnie. | Fourches patibulaires de Bohan |
| Fourches patibulaires de Chézery                    | Chézery-Forens             | L’abbaye de Chézery demanda le rétablissement des fourches patibulaires en 1682.                          |                                |
| Fourches patibulaires de Cormaranche-en-Bugey       | Cormaranche-en-Bugey       | |                                |
| Justice d'Izenave                                   | Izenave                    | | Justice d'Izenave              |
| Fourches patibulaires de Saint-Trivier-sur-Moignans | Saint-Trivier-sur-Moignans | |                                |

#### Isère
| Nom du site                     | Commune   | Observations | Image                |
| ------------------------------- | --------- | ------------ | -------------------- |
| Justice de Chuzelles            | Chuzelles |              | Justice de Chuzelles |
| Fourches patibulaires de Vienne | Vienne    |              |                      |

### Bourgogne-Franche-Comté

#### Côte-d'Or
| Nom du site                                                         | Commune                                    | Observations                                                                                         | Image |
| ------------------------------------------------------------------- | ------------------------------------------ | --- | ----- |
| Fourches patibulaires de Châtillon-sur-Seine                        | Châtillon-sur-Seine                        | |       |
| Fourches patibulaires de Civry-en-Montagne ou Aubigny-lès-Sombernon | Civry-en-Montagne ou Aubigny-lès-Sombernon | Le toponyme « les Justices » sur la commune d'Aubigny-lès-Sombernon en rappelle le souvenir.         |       |
| Justice de Dijon                                                    | Dijon                                      | Le lieu est encore signalé dans les cartes actuelles par le toponyme « rue de la Justice ».          |       |
| Justice de Mirebeau                                                 | Mirebeau-sur-Bèze                          | Le lieu est probablement signalé dans les cartes actuelles avec le toponyme « Les Grands Montants ». |       |
| Fourches patibulaires de Semaray                                    | Semaray                                    | Il s'agissait de fourches patibulaires à quatre piliers.                                             |       |
| Fourches patibulaires de Semur-en-Auxois                            | Semur-en-Auxois                            | |       |
| Justice de Thilchâtel                                               | Til-Châtel                                 | |       |
| Justice de Vitteaux                                                 | Vitteaux                                   | Le lieu est toujours signalé dans les cartes actuelles par le toponyme « Côte de la Justice ».       |       |

#### Doubs
| Nom du site            | Commune     | Observations | Image |
| ---------------------- | ----------- | --- | ----- |
| Justice de Besançon    | Besançon    | Les fourches patibulaires furent érigées à la fin du XIVe siècle. Le lieu est toujours signalé dans les cartes actuelles par le toponyme « Le Fort des Justices ». |       |
| Justice de Montbéliard | Montbéliard | |       |

#### Haute-Saône
| Nom du site                     | Commune | Observations                                                                          | Image |
| ------------------------------- | ------- | ------------------------------------------------------------------------------------- | ----- |
| Fourches patibulaires de Lure   | Lure    |                                                                                       |       |
| Fourches patibulaires de Saulx  | Saulx   |                                                                                       |       |
| Fourches patibulaires de Traves | Traves  | Le lieu est rappelé dans les cartes actuelles par le toponyme « Combe des Fourches ». |       |

#### Jura
| Nom du site     | Commune | Observations                                                                               | Image |
| --------------- | ------- | ------------------------------------------------------------------------------------------ | ----- |
| Justice de Dole | Dole    | Le lieu est encore signalé dans les cartes actuelles par le toponyme « rue des Fourches ». |       |

#### Nièvre
| Nom du site                                                  | Commune              | Observations | Image                              |
| ------------------------------------------------------------ | -------------------- | ------------ | ---------------------------------- |
| Fourches patibulaires de Coulanges-lès-Nevers (ou de Nevers) | Coulanges-lès-Nevers |              | Fourches patibulaires de Coulanges |

#### Territoire de Belfort
| Nom du site        | Commune | Observations | Image |
| ------------------ | ------- | --- | ----- |
| Justice de Belfort | Belfort | Le lieu est toujours signalé dans les cartes actuelles par les toponymes « chemin de la Justice » et « Le Fort de la Justice ». |       |

#### Yonne
| Nom du site                      | Commune  | Observations | Image                            |
| -------------------------------- | -------- | ------------ | -------------------------------- |
| Fourches patibulaires d'Yrouerre | Yrouerre |              | Fourches patibulaires d'Yrouerre |

### Bretagne

#### Ille-et-Vilaine
| Nom du site                              | Commune          | Observations | Image                                        |
| ---------------------------------------- | ---------------- | ------------ | -------------------------------------------- |
| Fourches patibulaires d'Ercé-près-Liffré | Ercé-près-Liffré |              | Fourches patibulaires de Ercé-près-Liffré    |
| Fourches patibulaires de Fougères        | Fougères         |              | Fourches patibulaires de Fougères            |
| Fourches patibulaires de Paramé          | Saint-Malo       |              | Fourches patibulaires de Paramé (Saint-Malo) |

### Centre-Val de Loire

#### Cher
| Nom du site        | Commune | Observations | Image                            |
| ------------------ | ------- | ------------ | -------------------------------- |
| Justice de Bourges | Bourges |              | Fourches patibulaires de Bourges |

#### Eure-et-Loir
| Nom du site                       | Commune  | Observations | Image |
| --------------------------------- | -------- | ------------ | ----- |
| Fourches patibulaires de La Loupe | La Loupe |              |       |

#### Indre-et-Loire
| Nom du site                                            | Commune                      | Observations | Image                                        |
| ------------------------------------------------------ | ---------------------------- | --- | -------------------------------------------- |
| Fourches patibulaires d'Avon-les-Roches                | Avon-les-Roches              | Le toponyme actuel « les Justices » en signale l'emplacement à environ 500 mètres au sud-ouest du village mais l'emplacement du toponyme au XIXe siècle porte cette distance à environ 850 mètres. |                                              |
| Fourches patibulaires d'Azay-le-Rideau                 | Azay-le-Rideau               | Les trois piliers des fourches sont mentionnés en 1485 mais ne sont pas localisés. |                                              |
| Justice de Chambourg-sur-Indre                         | Chambourg-sur-Indre          | Des fourches à quatre piliers y sont représentées sur une vue cavalière de 1575. |                                              |
| Fourches patibulaires de Champigny-sur-Veude           | Champigny-sur-Veude          | Le lieu est signalé par le toponyme « les Quatre Piliers ». |                                              |
| Justice de Channay-sur-Lathan                          | Channay-sur-Lathan           | |                                              |
| Fourches patibulaires de Luzé,                         | Luzé                         | Une justice à deux piliers est dressée à Luzé en 1582. |                                              |
| Justice de Montlouis-sur-Loire                         | Montlouis-sur-Loire          | Le lieu est toujours signalé dans les cartes actuelles par le toponyme « les Justices ». | Fourches patibulaires de Montlouis-sur-Loire |
| Fourches patibulaires de l'abbaye Notre-Dame de Noyers | Nouâtre                      | Les fourches patibulaires se trouvaient près de la rivière jusqu'en 1372 avant leur déplacement dans le Bois aux Moines.                                                                           |                                              |
| Fourches patibulaires du carrefour de La Perchaye      | Pocé-sur-Cisse               | |                                              |
| Fourches patibulaires de Richelieu                     | Richelieu                    | |                                              |
| Justices de Saint-Christophe-sur-le-Nais               | Saint-Christophe-sur-le-Nais | |                                              |
| Fourches patibulaires de Saint-Pierre-des-Corps        | Saint-Pierre-des-Corps       | |                                              |
| Fourches patibulaires de Vouvray                       | Vouvray                      | | Fourches patibulaires de Vouvray             |

### Grand Est

#### Ardennes
| Nom du site                        | Commune      | Observations                                                                  | Image |
| ---------------------------------- | ------------ | ----------------------------------------------------------------------------- | ----- |
| Fourches patibulaires du Mont-Dieu | Le Mont-Dieu | Le lieu est rappelé dans les cartes actuelles par le toponyme « La Potence ». |       |
| Fourches patibulaires de Rethel    | Rethel       | Le toponyme de ce lieu dans les cartes actuelles est « Le Blanc Mont ».       |       |

#### Aube
| Nom du site                                        | Commune | Observations | Image                            |
| -------------------------------------------------- | ------- | --- | -------------------------------- |
| Fourches patibulaires de Chesley (ou de Vallières) | Chesley | Le toponyme « les Fourches » sur la commune de Vallières en conserve le souvenir. Le même toponyme, à la limite entre Chesley et Lagesse, pourrait également signaler des fourches patibulaires. | Fourches patibulaires de Chesley |

#### Bas-Rhin
| Nom du site                           | Commune      | Observations                               | Image                                 |
| ------------------------------------- | ------------ | ------------------------------------------ | ------------------------------------- |
| Fourches patibulaires de Romanswiller | Romanswiller |                                            | Fourches patibulaires de Romanswiller |
| Gibet du Marais-Vert                  | Strasbourg   | Une rue du Gibet y est mentionnée en 1251. |                                       |
| Justice de Cronenbourg                | Strasbourg   | Ce gibet daterait de 1422.                 | Justice de Cronenbourg (Strasbourg)   |

#### Haute-Marne
| Nom du site                                       | Commune                 | Observations | Image |
| ------------------------------------------------- | ----------------------- | --- | ----- |
| Justice de Bourmont                               | Bourmont                | |       |
| Justice de Choiseul                               | Choiseul                | |       |
| Fourches patibulaires de Joinville                | Joinville               | Le lieu est encore signalé dans les cartes actuelles par le toponyme « Les Fourches » |       |
| Fourches patibulaires de Langres                  | Langres                 | Le lieu est encore signalé dans les cartes actuelles par le toponyme « Mont des Fourches », sur lequel une chapelle sous le vocable de Notre-Dame de la Délivrance est construite en 1873.                                                                                 |       |
| Fourches patibulaires d'Occey                     | Occey                   | Les seigneurs du lieu « avaient fait établir des fourches patibulaires au lieu d’Occey [...] sur un terrain dépendant d’une grange appartenant à l'évêque, appelée la grange de Septsoulz ». Le toponyme « les Fourches » en limite du territoire en conserve le souvenir. |       |
| Fourches patibulaires de l'abbaye de Saint-Urbain | Saint-Urbain-Maconcourt | Autrefois appelé « la Perche », le lieu est maintenant signalé dans les cartes actuelles par le toponyme « Les Fourches ». |       |
| Fourches patibulaires de Sexfontaines             | Sexfontaines            | Le lieu est toujours signalé dans les cartes actuelles par le toponyme « Les Fourches ». |       |

#### Haut-Rhin
| Nom du site                           | Commune                 | Observations | Image                                 |
| ------------------------------------- | ----------------------- | ------------ | ------------------------------------- |
| Justice d'Altkirch                    | Altkirch                |              | Justice d'Altkirch                    |
| Justice de Bergholtz                  | Bergholtz               |              | Justice de Bergholtz                  |
| Justice de Carspach                   | Carspach                |              |                                       |
| Justice de Colmar                     | Colmar                  |              | Justice de Colmar                     |
| Justice d'Ensisheim                   | Ensisheim               |              | Justice d'Ensisheim                   |
| Fourches patibulaires de Kaysersberg  | Kaysersberg Vignoble    |              | Fourches patibulaires de Kaysersberg  |
| Justice de Mulhouse                   | Mulhouse                |              |                                       |
| Justice de Rouffach ou de Pfaffenheim | Rouffach ou Pfaffenheim |              | Justice de Rouffach ou de Pfaffenheim |
| Justice de Soultz-Haut-Rhin           | Soultz-Haut-Rhin        |              | Justice de Soultz-Haut-Rhin           |

#### Meurthe-et-Moselle
| Nom du site                        | Commune              | Observations | Image                                |
| ---------------------------------- | -------------------- | --- | ------------------------------------ |
| Fourches patibulaires de Bénaménil | Bénaménil            | Le toponyme « la Justice » conserve le souvenir du lieu. | Fourches patibulaires de Bénaménil   |
| Justice de Champenoux              | Champenoux           | Le lieu est encore signalé dans les cartes actuelles par le toponyme « La Justice ». |                                      |
| Justice de Dombasle-sur-Meurthe    | Dombasle-sur-Meurthe | |                                      |
| Justice de Herbéviller             | Herbéviller          | Le toponyme « la Justice » en conserve le souvenir au nord-est du territoire. | Fourches patibulaires de Herbéviller |
| Justice de Lunéville               | Lunéville            | La carte de Cassini indique deux gibets situés au sud-ouest du bourg. Celui placé le plus à l'ouest est toujours signalé dans les cartes actuelles par le toponyme « Poirier de Justice ». |                                      |
| Justice des Trois-Colas            | Nancy                | Il existait autrefois à cet endroit une chapelle du même nom. |                                      |
| Justice de Toul                    | Toul                 | Le lieu est encore signalé dans les cartes actuelles par le toponyme « rue de la Justice ».                                                                                                |                                      |

#### Marne
| Nom du site                     | Commune           | Observations                                                                                    | Image                           |
| ------------------------------- | ----------------- | ----------------------------------------------------------------------------------------------- | ------------------------------- |
| Fourches patibulaires de Reims  | Reims             | Le lieu est encore signalé dans les cartes actuelles par le toponyme « rue des Trois Piliers ». |                                 |
| Fourches patibulaides de Vindey | Vindey            | Le toponyme « la Justice » en conserve le souvenir à environ 900 mètres au nord-est du village. | Fourches patibulaires de Vindey |
| Fourches patibulaires de Vitry  | Vitry-en-Perthois | Le lieu est encore signalé dans les cartes actuelles par le toponyme « Mont de Fourche ».       |                                 |

#### Meuse
| Nom du site                               | Commune          | Observations                                                                             | Image |
| ----------------------------------------- | ---------------- | ---------------------------------------------------------------------------------------- | ----- |
| Fourches patibulaires de Bar-le-Duc       | Bar-le-Duc       | Le lieu est toujours signalé dans les cartes actuelles par le toponyme « Les Fourches ». |       |
| Fourches patibulaires de Commercy         | Commercy         | La carte de Cassini indique deux sites distincts, l'un au nord du bourg, l'autre au sud. |       |
| Fourches patibulaires de Ligny-en-Barrois | Ligny-en-Barrois |                                                                                          |       |
| Fourches patibulaires de Verdun           | Verdun           |                                                                                          |       |

#### Vosges
| Nom du site            | Commune     | Observations | Image |
| ---------------------- | ----------- | --- | ----- |
| Justice de Bulgnéville | Bulgnéville | |       |
| Justice d’Épinal       | Épinal      | Le lieu est signalé dans les cartes anciennes par le toponyme « La Justice » ou « Côte de la Justice » et dans les cartes modernes par celui du « Plateau de la Justice ». |       |
| Justice de Mirecourt   | Mirecourt   | Le lieu est toujours signalé dans les cartes actuelles par le toponyme « La Justice ».                                                                                     |       |
| Justice de Ravenelle   | Mirecourt   | |       |
| Justice de Neufchâteau | Neufchâteau | |       |
| Justice de Vittel      | Vittel      | |       |

### Hauts-de-France

#### Aisne
| Nom du site                                   | Commune              | Observations                                                                             | Image |
| --------------------------------------------- | -------------------- | ---------------------------------------------------------------------------------------- | ----- |
| Justice de Château-Thierry                    | Château-Thierry      | Le lieu est toujours signalé dans les cartes actuelles par le toponyme « Les Justices ». |       |
| Fourches patibulaires de Neufchâtel-sur-Aisne | Neufchâtel-sur-Aisne | Le lieu est rappelé dans les cartes actuelles par le toponyme « Les Quatre Piliers ».    |       |

#### Nord
| Nom du site                    | Commune | Observations | Image |
| ------------------------------ | ------- | ------------ | --- |
| Fourches patibulaires de Lille | Lille   |              | Fourches patibulaires de Lille (Châtellenies de Lille, Douai et Orchies, avec la "déclaration des villages " par Martin Doué ; cote : 17463 ; Archives municipales de Lille) |

#### Oise
| Nom du site                     | Commune | Observations | Image |
| ------------------------------- | ------- | ------------ | ----- |
| Fourches patibulaires de Senlis | Senlis  |              |       |

### Île-de-France

#### Essonne
| Nom du site                       | Commune     | Observations                                        | Image                             |
| --------------------------------- | ----------- | --------------------------------------------------- | --------------------------------- |
| Fourches patibulaires de Morangis | Morangis    |                                                     | Fourches patibulaires de Morangis |
| Justice de Saint-Aubin            | Saint-Aubin | Le toponyme « la Justice » en conserve le souvenir. | Justice de Saint-Aubin            |

#### Hauts-de-Seine
| Nom du site                            | Commune       | Observations | Image                                  |
| -------------------------------------- | ------------- | ------------ | -------------------------------------- |
| Fourches patibulaires de Ville-d'Avray | Ville-d'Avray |              | Fourches patibulaires de Ville-d'Avray |

#### Seine-et-Marne
| Nom du site                                   | Commune              | Observations                                                                                   | Image                                                                                |
| --------------------------------------------- | -------------------- | ---------------------------------------------------------------------------------------------- | ------------------------------------------------------------------------------------ |
| Fourches patibulaires de Brou-sur-Chantereine | Brou-sur-Chantereine |                                                                                                | Fourches de Brou-sur-Chantereine (en haut) et du Pin (en bas)                        |
| Fourches patibulaires de Chelles              | Chelles              |                                                                                                | Fourches patibulaires de Chelles                                                     |
| Fourches patibulaires de La Celle-sur-Morin   | La Celle-sur-Morin   | Le lieu est encore signalé dans les cartes actuelles via le « chemin de la Justice ».          | Fourches patibulaires de La Celle-sur-Morin (à gauche) et de Faremoutiers (à droite) |
| Fourches patibulaires de Esbly                | Esbly                |                                                                                                | Fourches patibulaires de Esbly                                                       |
| Fourches patibulaires de Faremoutiers         | Faremoutiers         |                                                                                                | Fourches patibulaires de La Celle-sur-Morin (à gauche) et de Faremoutiers (à droite) |
| Fourches patibulaires de Meaux                | Meaux                | Le lieu est encore signalé dans les cartes actuelles par le toponyme « chemin de la Justice ». |                                                                                      |
| Gibet de Nangis                               | Nangis               |                                                                                                |                                                                                      |
| Fourches patibulaires de Neuilly-sur-Marne    | Neuilly-sur-Marne    |                                                                                                | Fourches patibulaires de Neuilly-sur-Marne                                           |
| Fourches patibulaires du Pin                  | Le Pin               | Le lieu est encore signalé dans les cartes actuelles par le toponyme « la Justice ».           | Fourches de Brou-sur-Chantereine (en haut) et du Pin (en bas)                        |
| Fourches patibulaires de Saint-Augustin       | Saint-Augustin       | Le souvenir du lieu est conservé via la « route de la Justice ».                               | Fourches patibulaires de Saint-Augustin                                              |

#### Seine-Saint-Denis
| Nom du site                              | Commune                     | Observations                                      | Image                                            |
| ---------------------------------------- | --------------------------- | ------------------------------------------------- | ------------------------------------------------ |
| Fourches patibulaires de Bagnolet        | Bagnolet                    |                                                   | Fourches patibulaires de Bagnolet                |
| Fourches patibulaires de Noisy-le-Grand  | Noisy-le-Grand              | La « rue de la Justice » en conserve le souvenir. | Fourches patibulaires de Noisy-le-Grand          |
| Gibet de Montigny                        | 10e arrondissement de Paris |                                                   |                                                  |
| Gibet de Montfaucon                      | 10e arrondissement de Paris |                                                   |                                                  |
| Fourches patibulaires du Petit-Montrouge | Paris                       |                                                   | Fourches patibulaires du Petit Montrouge (Paris) |
| Fourches patibulaires d'Auteuil          | Paris                       |                                                   | Fourches patibulaires d'Auteuil                  |
| Fourches patibulaires de Rosny-sous-Bois | Rosny-sous-Bois             |                                                   | Fourches patibulaires de Rosny-sous-Bois         |

#### Val-de-Marne
| Nom du site                                 | Commune                                                                                   | Observations | Image                                       |
| ------------------------------------------- | ----------------------------------------------------------------------------------------- | ------------ | ------------------------------------------- |
| Fourches patibulaires de Fontenay-sous-Bois | Fontenay-sous-Bois                                                                        |              | Fourches de Fontenay-sous-Bois              |
| Fourches patibulaires du Plessis-Trévise    | Le Plessis-Trévise                                                                        |              | Fourches du Plessis-Trévise                 |
| Fourches patibulaires de Villiers-sur-Marne | Le Plessis-Trévise (voir le découpage effectué en 1899 lors de la création de la commune) |              | Fourches patibulaires de Villiers-sur-Marne |

#### Val-d'Oise
| Nom du site                                              | Commune                      | Observations | Image                                                    |
| -------------------------------------------------------- | ---------------------------- | --- | -------------------------------------------------------- |
| Fourches patibulaires de la Patte d'Oie de Gonesse       | Gonesse                      | Le « chemin de la Justice » en conserve le souvenir.                                                                                        | Fourches patibulaires de la Patte d'Oie de Gonesse       |
| Fourches patibulaires de Gonesse ou d'Arnouville         | Gonesse ou Arnouville        | | Fourches patibulaires de Gonnesse ou d'Arnouville        |
| Fourches patibulaires de Gonesse ou du Thillay           | Gonesse ou Le Thillay        | | Fourches patibulaires de Gonesse ou du Thillay           |
| Fourches patibulaires de Villiers-le-Bel ou de Sarcelles | Villiers-le-Bel ou Sarcelles | Peut-être les toponymes « la Grosse Borne » (Villiers-le-Bel) et « la Haute Borne » (Sarcelles) font-ils référence aux piliers de fourches. | Fourches patibulaires de Villiers-le-Bel ou de Sarcelles |

#### Yvelines
| Nom du site                                | Commune           | Observations | Image                                      |
| ------------------------------------------ | ----------------- | ------------ | ------------------------------------------ |
| Fourches patibulaires de Croissy-sur-Seine | Croissy-sur-Seine |              | Fourches patibulaires de Croissy-sur-Seine |

### Normandie

#### Manche
| Nom du site                                                       | Commune               | Observations                                                                            | Image                                               |
| ----------------------------------------------------------------- | --------------------- | --------------------------------------------------------------------------------------- | --------------------------------------------------- |
| Fourches patibulaires de Bricquebec                               | Briquebec-en-Cotentin |                                                                                         | Fourches patibulaires de Briquebec                  |
| Justice de Cherbourg                                              | Cherbourg-en-Cotentin | Le nom du quartier « les Fourches » conserve le souvenir de cet ancien lieu de justice. | Justice de Cherbourg                                |
| Fourches patibulaires de Saint-Symphorien-le-Valois ou de La Haye | La Haye               |                                                                                         | Fourches patibulaires de Saint-Symphorien-le-Valois |

### Nouvelle-Aquitaine

#### Charente-Maritime
| Nom du site            | Commune     | Observations                                               | Image                                |
| ---------------------- | ----------- | ---------------------------------------------------------- | ------------------------------------ |
| Justice de La Rochelle | La Rochelle | La « rue du Moulin des Justices » en conserve le souvenir. | Fourches patibulaires de La Rochelle |

#### Deux-Sèvres
| Nom du site                                | Commune              | Observations                                                                            | Image                                         |
| ------------------------------------------ | -------------------- | --------------------------------------------------------------------------------------- | --------------------------------------------- |
| Justice d'Argenton                         | Argentonnay          |                                                                                         | Justice d'Argenton                            |
| Fourches patibulaires Châtillon-sur-Thouet | Châtillon-sur-Thouet |                                                                                         | Fourches patibulaires de Châtillon-sur-Thouet |
| Justice de Glénay                          | Glénay               | Le toponyme de « la plaine des Justices » en conserve le souvenir.                      | Justice de Glénay                             |
| Justice de Saint-Hilaire                   | Luzay                |                                                                                         | Justice de Saint-Hilaire (Luzay)              |
| Justice de Niort                           | Niort                | Le nom du quartier « les Justices » conserve le souvenir de cet ancien lieu de justice. | Fourches patibulaires de Niort                |
| Justice de Saint-Clémentin                 | Voulmentin           | Le nom de la « rue des Justices » en conserve le souvenir.                              | Justice de Saint-Clémentin                    |

#### Pyrénées-Atlantiques
| Nom du site                                | Commune | Observations | Image |
| ------------------------------------------ | ------- | ------------ | ----- |
| Fourches patibulaires de Bayonne (Palaïtz) | Bayonne |              |       |

### Occitanie

#### Aude
| Nom du site                          | Commune     | Observations | Image                                |
| ------------------------------------ | ----------- | ------------ | ------------------------------------ |
| Fourches patibulaires de Carcassonne | Carcassonne |              | Fourches patibulaires de Carcassonne |

#### Gard
| Nom du site                        | Commune   | Observations                                                                  | Image                              |
| ---------------------------------- | --------- | ----------------------------------------------------------------------------- | ---------------------------------- |
| Fourches patibulaires de Sommières | Sommières | Le souvenir du lieu est conservé dans le nom du « chemin des Quatre Pilons ». | Fourches patibulaires de Sommières |

#### Haute-Garonne
| Nom du site             | Commune  | Observations | Image |
| ----------------------- | -------- | ------------ | ----- |
| La salade de Saint-Roch | Toulouse |              |       |
| La salade des Minimes   | Toulouse |              |       |

#### Lozère
| Nom du site                                   | Commune              | Observations | Image                                         |
| --------------------------------------------- | -------------------- | ------------ | --------------------------------------------- |
| Fourches patibulaires de Saint-Chély-d'Apcher | Saint-Chély-d'Apcher |              | Fourches patibulaires de Saint-Chély-d'Apcher |

#### Pyrénées-Orientales
| Nom du site                               | Commune          | Observations | Image                                     |
| ----------------------------------------- | ---------------- | ------------ | ----------------------------------------- |
| Justice d'Argelès                         | Argelès-sur-Mer  |              | Justice d'Argelès                         |
| Justice du Boulou                         | Le Boulou        |              | Fourches patibulaires du Boulou           |
| Fourches patibulaires de Latour-de-France | Latour-de-France |              | Fourches patibulaires de Latour-de-France |
| Fourches patibulaires du Castillet        | Perpignan        |              |                                           |
| Fourches patibulaires de Mailloles,       | Perpignan        |              | Fourches patibulaires de Perpignan        |
| Fourches patibulaires de Vilarnau         | Perpignan        |              |                                           |

### Pays de la Loire

#### Loire-Atlantique
| Nom du site                         | Commune | Observations                                                              | Image |
| ----------------------------------- | ------- | ------------------------------------------------------------------------- | ----- |
| Gibet de la Prairie-de-la-Madeleine | Nantes  | Le gibet fut dressé en 1440 à l’occasion d’une exécution capitale.        |       |
| La carrée de Biesse                 | Nantes  | Les fourches furent érigées au XVe siècle.                                |       |
| Le gibet du Chapitre                | Nantes  | Il est attesté dès le XVe siècle.                                         |       |
| Le gibet de la Haie l’Évêque        | Nantes  |                                                                           |       |
| Le gibet de la Trémissinière        | Nantes  | Deux piliers de 7 à 8 mètres de hauteur étaient encore visibles en 1869,. |       |

### Provence-Alpes-Côte d'Azur

#### Alpes-Maritimes
| Nom du site                           | Commune      | Observations | Image                                 |
| ------------------------------------- | ------------ | --- | ------------------------------------- |
| Justice de Castellar                  | Castellar    | |                                       |
| Justice de Gorbio                     | Gorbio       | | Justice de Gorbio                     |
| Fourches patibulaires d'Ilonse        | Ilonse       | Les fourches sont attestées au XIVe siècle « devant le castrum ».                                                                                                |                                       |
| Fourches patibulaires de Negasauma    | Menton       | Des fourches sont attestées à Menton dès le XIIIe siècle sans qu'on puisse affirmer qu'il s'agisse des mêmes que celles de Negasauma mentionnées au XVIe siècle. |                                       |
| Fourches patibulaires de Roquestéron  | Roquestéron  | Le lieu est signalé dans les cartes anciennes par les toponymes « Fourches » et « Justice ».                                                                     | Justice de Roquestéron                |
| Fourches patibulaires de Sallagriffon | Sallagriffon | | Fourches patibulaires de Sallagriffon |

#### Bouches-du-Rhône
| Nom du site                                       | Commune         | Observations | Image                                   |
| ------------------------------------------------- | --------------- | ------------ | --------------------------------------- |
| Fourches patibulaires d'Aix                       | Aix-en-Provence |              | Fourches patibulaires d'Aix-en-Provence |
| Fourches patibulaires de Trinquetaille            | Arles           |              |                                         |
| Fourches patibulaires du quartier du Pont de Crau | Arles           |              |                                         |
| Fourches patibulaires d'Arenc                     | Marseille       |              | Fourches d'Arenc, Marseille             |

#### Var
| Nom du site                        | Commune      | Observations                                                      | Image |
| ---------------------------------- | ------------ | ----------------------------------------------------------------- | ----- |
| Justice de Callian                 | Callian      | Au quartier du Haut Plan.                                         |       |
| Fourches patibulaires du Castellet | Le Castellet | Dressées par le viguier de la cour royale d'Arles au XIVe siècle. |       |
| Fourches patibulaires de Lorgues   | Lorgues      |                                                                   |       |